# Olga Krasteva
Olga Krasteva est une joueuse bulgare de volley-ball née le 15 mars 1984. Elle mesure 1,85 m et joue au poste de réceptionneuse-attaquante.

## Clubs
| Club                      | De        | À         |
| ------------------------- | --------- | --------- |
| CSKA Sofia                |           | 2004-2005 |
| HPK Naiset                | 2005-2006 | 2005-2006 |
| Anorthosis Famagouste     | 2006-2007 | 2006-2007 |
| CSKA Sofia                | oct 2007  | déc 2007  |
| PA Venelles VB            | déc 2007  | 2007-2008 |
| Istres Sports Volley-Ball | 2008-2009 | 2008-2009 |
| AS Saint-Raphaël          | mars 2011 | avr 2011  |
| Dauphines Charleroi       | 2011-2012 | 2011-2012 |
| Balıkesir Belediye        | 2012-2013 | 2012-2013 |
| CSM Lugoj                 | 2014-2015 | …         |